# NGC 7325
NGC 7325 – gwiazda podwójna znajdująca się w gwiazdozbiorze Pegaza. Została zaobserwowana 20 września 1865 roku przez szwedzkiego astronoma Hermana Schultza i skatalogowana jako obiekt typu „mgławicowego”. Niektóre źródła (np. baza SIMBAD) błędnie podają, że NGC 7325 to znajdująca się w pobliżu słabo widoczna galaktyka PGC 69291 (LEDA 69291).